# Cyanochenini
Cyanochenini – plemię ptaków z podrodziny kaczek (Anatinae) w obrębie rodziny kaczkowatych (Anatidae). 

## Rozmieszczenie geograficzne
Plemię obejmuje ptaki występujące w Afryce.

## Podział systematyczny
Do plemienia należą następujące rodzaje:
- Pteronetta Salvadori, 1895 – jedynym przedstawicielem jest Pteronetta hartlaubii (Cassin, 1860) – gwinejka
- Cyanochen Bonaparte, 1856 – jedynym przedstawicielem jest Cyanochen cyanoptera (Rüppell, 1845) – etiopka